# 江徳藻
江 徳藻（こう とくそう、509年 - 565年）は、南朝梁から陳にかけての文人。字は徳藻。本貫は済陽郡考城県。

## 経歴
梁の度支尚書・光禄大夫の江革の子として生まれた。学問を好み、文章を得意とした。成長すると容姿ふるまいが美しく、身長は7尺4寸あった。南中郎武陵王行参軍を初任とした。南平王蕭偉に召されて、東閤祭酒となった。安西湘東王府外兵参軍に転じ、まもなく尚書比部郎に任じられた。大同元年（535年）、父が死去したため、辞職して喪に服した。喪が明けると、安西武陵王記室に任じられたが、就任しなかった。長らく経って、廬陵王記室参軍となった。廷尉正に任じられ、まもなく南兗州治中として出向した。
承聖3年（554年）、陳霸先が司空・征北将軍となると、徳藻は召し出されて府諮議となった。中書侍郎に転じ、雲麾臨海王長史となった。太平2年（557年）、陳霸先が相国・陳公となると、徳藻は尚書吏部侍郎に任じられた。同年（永定元年）、陳が建国されると、徳藻は秘書監に任じられ、尚書左丞を兼ねた。まもなく本官のまま中書舎人を兼ねた。
天嘉2年（561年）、散騎常侍を兼ねた。劉師知らとともに北斉への使者をつとめ、陳曇朗の柩を迎えた。この道中について『北征道理記』3巻を著した。帰国すると太子中庶子に任じられ、歩兵校尉を兼ねた。ほどなく御史中丞に転じたが、公務の失敗で免官された。まもなく振遠将軍・通直散騎常侍の位を受けた。自ら県令の任を求めて、新渝県令として出向した。
天嘉6年（565年）、在官のまま死去した。享年は57。散騎常侍の位を追贈された。著作15巻が残された。
子の江椿もやはり文章を得意とし、太子庶子・尚書左丞を歴任した。

## 伝記資料
- 『陳書』巻34 列伝第28
- 『南史』巻60 列伝第50